# Палёная гора
Палёная гора́ — гора в Свердловской области, на юге Нижнего Тагила. Гора расположена в верховье Тагильского пруда, возле изгиба русла реки Тагил возле устья реки Леба. Гора полностью покрыта лесом, местами на склонах имеются небольшие голые скалы. Палёная гора дала название району Нижнего Тагила, всей местности у изгиба реки с западного её берега. У подножья горы, возле пруда располагаются четыре базы отдыха местного значения. В советские и 1990-е гг. сюда с пристани Центра города ходил паром. Теперь до горы можно добраться только на машине. Наименование горы, возможно, свидетельствет о лесном пожаре в прошлом и восходит к русскому диалектному слову ПАЛЁНЫЙ — «опалённый солнцем или огнём», «обгорелый, обуглившийся». Аналогичное название носит гора Палёная в городе Златоусте Челябинской области.